# 豹2E主戰坦克
豹2E主戰坦克（西班牙語：Leopardo 2E）是德國豹2主戰坦克的一種衍生型，「E」代表西班牙語中的西班牙（España）。豹2E坦克為西班牙陸軍採用現代化軍備，並結合其要求設計而成，其計畫名為「裝甲計畫」（Programa Coraza）。豹2E坦克的改裝計畫始於1994年，由於蘭斯坦克計畫的取消，導致在1998年轉交了108輛豹2A4給西班牙陸軍，並於2003年12月開始生產本國的豹2E坦克。雖然因為2003年聖塔巴巴拉系統與通用动力合併，以及該公司在2006年至2007年間的許多問題導致生產延遲，但仍已有219輛豹2E坦克交付給西班牙陸軍。
豹2E坦克比M60巴頓坦克還要先進許多，取代其而成了西班牙機械化和裝甲部隊的主力。豹2E的研製共花了260萬小時，其中9,600在德國，並共花費了19億歐元，也使它成為全豹式坦克系列中生產最為昂貴的一種。豹2E約有60%於西班牙生產，並於塞维利亚的聖塔巴巴拉系統公司組裝車體。豹2E的砲塔與前斜側擁有比豹2A6還要厚重的裝甲，還採用西班牙所設計，類似於裝備在德國豹2坦克的指揮與火控系統。豹2E坦克預計將服役到2025年。

## 西班牙軍方的裝甲部隊計畫（1987年—1993年）
1987年，當時西班牙陸軍配備了299輛由法國設計、聖塔巴巴拉系統公司所組裝的AMX-30E、552輛的美國M47和M48巴頓坦克。其中AMX-30E服役於1970年，後兩者則服役於1950年代中期。雖然西班牙的M47和M48已經過現代化，分別成了M47E和M48E，使其接近M60巴頓坦克，但西班牙軍方仍認為它們已經過時。1984年，西班牙軍方決定汰換巴頓坦克，改採用國產的新式主戰坦克，即是後來的蘭斯坦克計劃。在採購新坦克過程中，有5家公司參與競標，包括克劳斯-玛菲·威格曼與其合作夥伴的聖塔巴巴拉系統公司、 主打勒克萊爾主戰坦克的GIAT、通用動力的M1艾布蘭和維克斯的勇士坦克（Valiant）。雖然M1艾布蘭和勇士的投标未被接纳，其他的竞标则到1989年才正式取消。
作為替代，西班牙政府決定按欧洲常规武装力量条约的規定，用从中欧国家退役的美國M60巴頓坦克代替自己的旧式巴顿坦克。 雖然原本西班牙陸軍預計接收532輛M60和M60A1坦克，但只有260輛M60A3被交付，其中244輛被投入陸軍服役。在1980年晚期，西班牙國防部批准了一項將150輛AMX-30E現代化和保留149輛此型的計畫，並重建其原本的性能。然而無論是採用M60還是AMX-30，与西班牙陸軍目前擁有的M47與M48巴頓相比，都没有太大的進步。
由於現有的坦克不符合軍方的需求，西班牙軍方開始與德國和克勞斯-瑪菲協商關於未來合作研製西班牙新型坦克的可能性，之後又於1994年派一支軍事代表團前往德國。雖然德國願意賣給西班牙過剩的豹1型坦克以及兩德統一後收编入德國陸軍的苏联设备，但因為西班牙軍方堅持要求豹2而拒絕了以上提議。

## 裝甲計畫

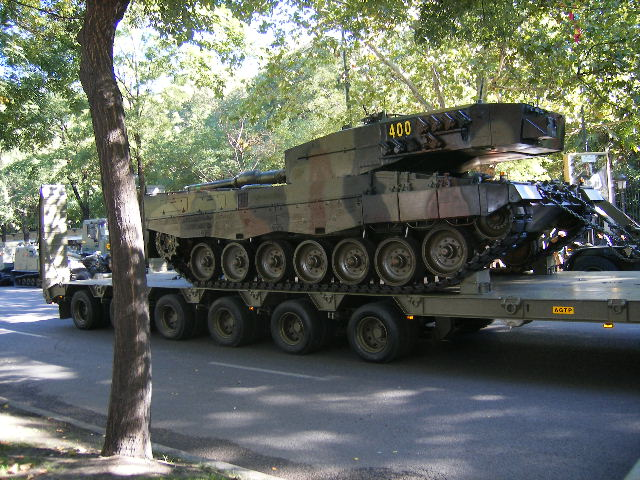
2006年10月，馬德里的一輛豹2A4

1994年3月，西班牙國防部制定了「裝甲2000計畫」（Programa Coraza 2000），內容為採購新式武器、整合與現代化西班牙軍備。該計畫包括豹2E坦克、皮薩羅步兵戰鬥車以及歐洲直升機公司的虎式攻擊直升機。該計畫的範圍也擴增到整合於1995年晚期租借給西班牙的108輛豹2A4。除了採購計畫外，裝甲2000計畫也預計讓西班牙軍後勤为新物資和裝備做好准备。

### 豹2A4
根據一份1995年6月9日德國與西班牙政府所簽署的協議備忘錄，为採購多達308輛新式豹2E的奠定了基础。這些車輛將會在西班牙由聖塔巴巴拉系統公司組裝、採用60％至70％由西班牙公司所生產的零件，並於1998年至2003年期間生產坦克。此外，德國政府同意借出108輛豹2A4給西班牙陸軍5年，作為訓練之用，並於1995年11月至1996年6月期間相繼送達了西班牙。1998年，西班牙同意購買租借中的豹2A4以及將豹2E坦克的預定生產量下降至219輛。2005年，西班牙宣佈108輛的豹2A4共1690萬歐元的費用，將會於2016年付清。豹2A4被配給當時隸屬欧洲军团的第10和第11機械化步兵旅。隨著豹2E的生產與裝備於這些單位，豹2A4被轉移配給了位於梅利利亚的阿爾坎塔拉裝甲騎兵團（Alcántara）

## 豹2E

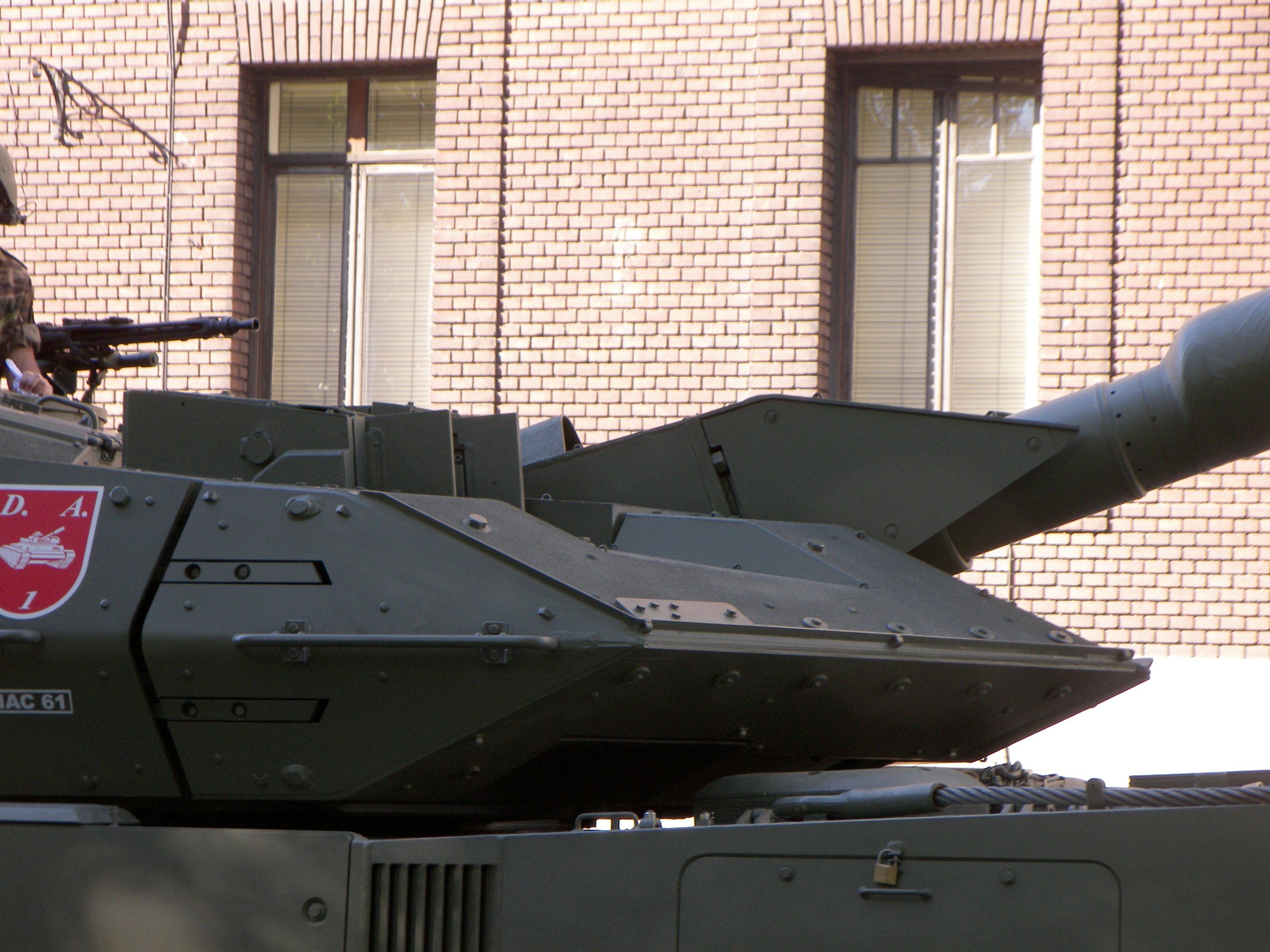
豹2E密合的砲塔裝甲

西班牙的豹2E是以豹2A6為基礎，並採用豹2A5砲塔上附加的楔形裝甲。該裝甲使得砲塔其抵擋尾翼穩脫殼穿甲彈的能力得到提昇。類似於瑞典的豹2S（Strv 122），豹2E增加了厚重裝甲於車體斜側、砲塔正面和砲塔頂部，使其全車重达到近63公噸（69.4英噸）該車於生產過程中就將裝甲加以裝配，而非如德國豹2A5和豹2A6生產後再附加 。也因此，豹2E是現役的豹2系列中，防護力最佳的一種。
豹2坦克裝備了萊茵金屬公司的120公釐L/55坦克砲，還能換用140公釐主砲。車長與砲手使用相同的源於BGM-71拖式飛彈輕型發射系統的熱成像觀測器（Thermal viewer），這些裝備由英德拉和萊茵金屬防務電子負責配置到坦克上。英德拉負責提供坦克的指揮與控制系統，稱作「豹式坦克信息与通信设备」（Leopard Information and Command Equipment，即LINCE），以瑞典和德國的综合指挥信息系统（Integrierte Führungssysteme，即IFIS）為基礎衍生而來。西班牙豹2E與豹2A6的其他不同處包括由SAPA公司生產的輔助動力系統、空調系統和為適應西班牙不規則地形，延長履帶壽命而開發的橡膠護墊。每一輛豹2E有60%由西班牙本國公司所製造，不同於豹2S的30%由瑞典所製造的比例。

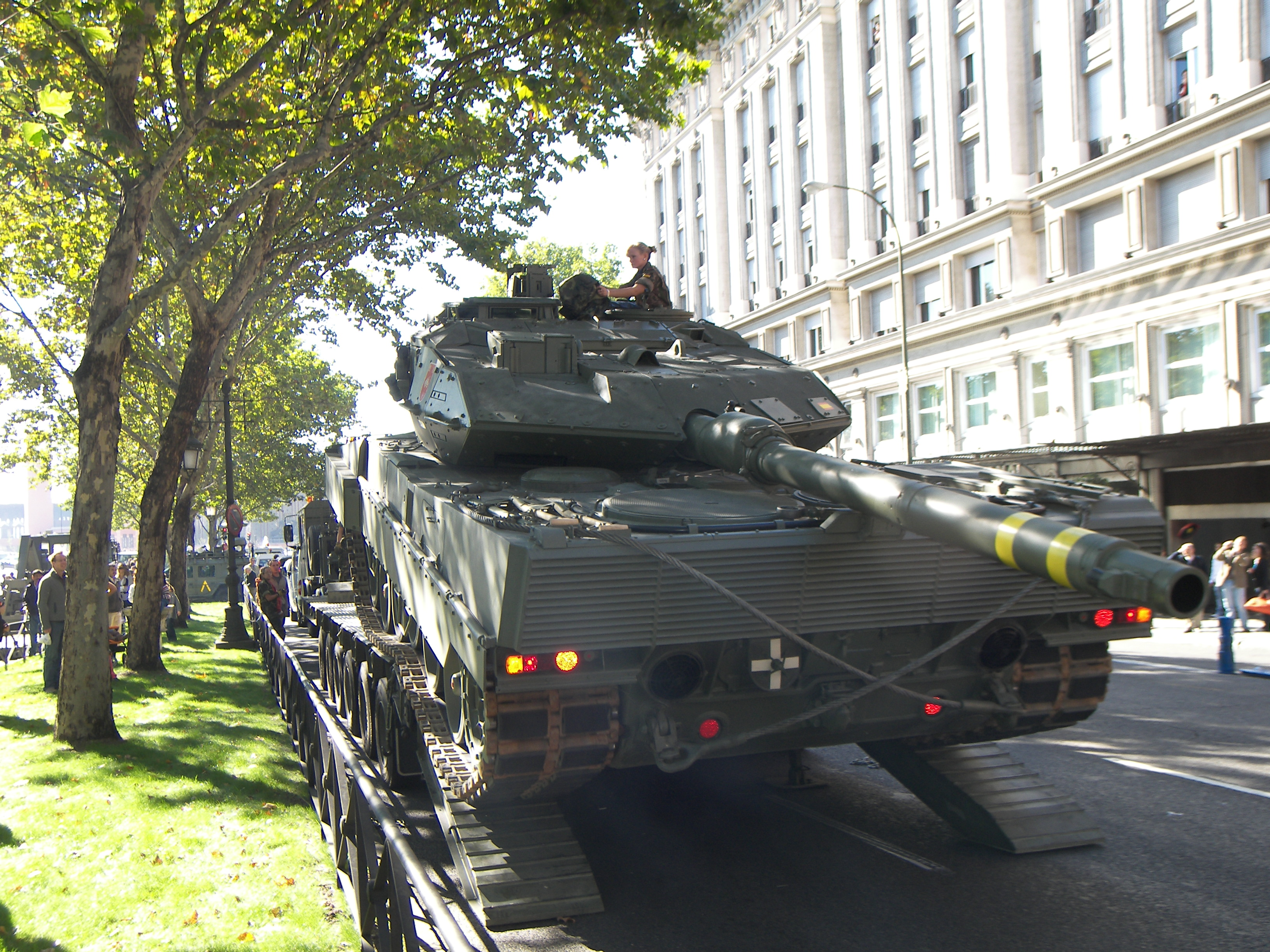
一輛豹2E正攀爬至運輸卡車

雖然最後關於西班牙豹2E的生產合約已在1998年簽訂，預計每月生產4輛豹2E，但第一批的豹2E直到2003年才被生產出來。這主要是因為负责生产的聖塔巴巴拉系統与通用動力的合併引起克劳斯-玛菲·威格曼對與作为M1艾布蘭製造商的后者分享豹2的技术存有保留意見所致。克劳斯-玛菲於2003年至2006年間已交付30輛豹2E。由聖塔巴巴拉系統所生產的豹2E裝配一直被延遲，例如2007年1月和11月，43輛豹2E只有3輛被交付給西班牙陸軍，並另有15輛在年末交付以彌補先前生產延遲的問題。到了2006年7月1日，西班牙陸軍已收到48輛豹2E和9輛水牛裝甲回收車，雖然該計畫預定在2007年結束生产，但实际進度僅達到預定的四分之一，也因此豹2E持續生產至2008年。
西班牙軍隊中，豹2E取代了機械化部队的豹2A4，而豹2A4則取代了騎兵部队的M60。這兩種不同型的豹2坦克預計將會在西班牙軍队持續服役至2025年。就工業規模的角度來看，豹2E的研製與生產共花了260萬的工作時，其中包括在德國的9,600小時，它也是全豹式坦克系列中生產最為昂貴的种类之一。

### 與其他於西班牙服役的坦克比較
西班牙陸軍於1995年至2008年期間，以豹2坦克相繼取代了M60巴頓和AMX-30，這是對裝甲部隊整體實力有很大的進步。在那之前，西班牙陸軍一直使用於1970年代末至1980年代，升級到接近M60性能的M47和M48巴頓，而豹2A4和豹2E擁有遠比AMX-30和M60火力更強的主砲，並使用1500匹馬力（1110千瓦）的引擎，遠超過M60A3的750匹馬力（559.27千瓦）和AMX-30EM2的850匹馬力（633.84千瓦）引擎。其他方面，豹2雖然载弹数量少於M60A3，但砲彈尺寸更大；裝甲防護上，德國豹2A4曾在測試中以125毫米主砲於1.2公里（0.75英里）射擊車體，但該車仍可運作。T-80的出现也是豹2A5增加砲塔裝甲之設計的主因。
|              | 豹2E                              | 豹2A4                             | M60A3                            | AMX-30EM2                    |
| ------------ | --------------------------------- | --------------------------------- | -------------------------------- | ---------------------------- |
| 重量         | 63 公噸（69.45 英噸）             | 55 公噸（60.63 英噸）             | 55.6 公噸（61.1 英噸）           | 36 公噸（39.68 英噸）        |
| 主砲         | 120 毫米 L/55 滑膛砲（4.72 英吋） | 120 毫米 L/44 滑膛砲（4.72 英吋） | 105 毫米 M68 線膛砲（4.13 英吋） | 105 毫米 線膛砲（4.13 英吋） |
| 主砲彈量     | 42 發                             | 42 發                             | 63 發                            | 不明                         |
| 平路行駛距離 | 500 公里（311 英里）              | 500 公里（311 英里）              | 480 公里（298 英里）             | 400 公里（249 英里）         |
| 引擎輸出     | 1,479匹馬力（1,103 千瓦）         | 1,479匹馬力（1,103 千瓦）         | 750匹馬力（559.27 千瓦）         | 850匹馬力（633.84 千瓦）     |
| 最大速度     | 68 公里/時（42.25 英里/時）       | 68 公里/時（42.25 英里/時）       | 48.28 公里/時（30 英里/時）      | 65 公里/時（40 英里/時）     |

## 腳註
1. ↑  de Mazarrasa, Carro de Combate AMX-30E，第60頁。
2. ↑  Manrique and Molina, La Brunete，第69頁–第74頁
3. ↑  de Mazarrasa, Carro de Combate AMX-30E，第58頁。
4. ↑  Zaloga, The M47 and M48 Patton Tanks，第36頁–第37頁。
5. 1 2  Manrique and Molina, La Brunete，第73頁。
6. ↑  Gonzáles, España negocia la adquisición de hasta 500 carros de combate que serán retirados de Centroeuropa, El País
7. ↑  El País, Cinco empresas compiten para cofabricar un carro de combate en España
8. ↑  Yarnóz, El Gobierno elegirá el mes próximo el carro de combate de los noventa, El País
9. ↑  Yarnóz, Serra descarta a EE UU y Reino Unido para cofabricar los nuevos carros, El País
10. ↑  Yarnóz, España eliminará decenas de carros de combate al concluir la negociación sobre desarme en Europa, El País
11. ↑  El País, El tanque de los noventa
12. ↑  Gonzáles, Defensa cifra en 1.500 millones el coste de los 532 tanques estadounidenses que recibirá a partir de 1992, El País
13. ↑  Military Technology, Europe，第192頁。
14. ↑  de Mazarrasa, Carro de Combate AMX-30E，第80頁–第84頁。
15. ↑  Candil, Spain's Armor Force Modernizes，第41頁。
16. 1 2  Candil, Carros de Combate，第161頁–第162頁。
17. ↑  Candil, Carros de Combate，第162頁。
18. ↑  Candil, Spain's Armor Force Modernizes，第41頁–第42頁。
19. 1 2 3  Candil, Leopard 2E Delivery Begins，第73頁。
20. ↑  Candil, Carros de Combate，第163頁。
21. 1 2  Jerchel & Schnellbacher, Leopard 2 Main Battle Tank 1979–1998，第42頁。
22. ↑  Candil, Carros de Combate，第164頁–第165頁。
23. 1 2  González, Firmada adquisición de 308 tanques Leopard 2, El País
24. ↑  Defense Industry Daily, Spain Finalizes Buy of 108 Leopard 2A4 Tanks
25. ↑  Candil, Carros de Combate，第167頁。
26. ↑  Candil, Spain's Armor Forces Modernizes，第42頁。
27. ↑  Fuerza Terrestre, Reseña histórica del RCAC Alcántara n° 10，第78頁。
28. 1 2 3 4  Candil, The Spanish Leopard 2E，第66頁。
29. ↑  Jerchel & Schnellbacher, Leopard 2 Main Battle Tank 1979–1998，第24頁–第36頁。
30. ↑  Hilmes, Aspects of future MBT conception
31. ↑  Candil, Leopard 2 daneses en Córdoba，第62頁。
32. ↑  Jerchel & Schnellbacher, Leopard 2 Main Battle Tank 1979–1998，第35頁。
33. 1 2 3 4 5  Candil, Leopard 2E MBT Delivery Begins，第74頁。
34. ↑  Candil, Carros de Combate，第170頁。
35. ↑  Candil, Carros de Combate，第168頁–第169頁。
36. ↑  Candil, Carros de Combate，第168頁。
37. ↑  Candil, Un entorno industrial plagado de dificultades，第49頁。
38. ↑  Green & Stewart, M1 Abrams at War，第23頁。
39. ↑  Spain （页面存档备份，存于）, United Nations Register of Conventional Arms, retrieved 2008-06-20
40. 1 2  Candil, Un entorno industrial plagado de dificultades，第40頁。
41. 1 2  Candil, Un entorno industrial plagado de dificultades，第45頁。
42. ↑  Fuerza Terrestre, Carros Leopard 2A4 en Melilla，第66頁。
43. ↑  Santa Bárbara Sistemas y el Programa Leopardo 2E （页面存档备份，存于）, Santa Bárbara Sistemas, retrieved 2008-06-05
44. ↑  Candil, Spain's Armor Force Modernizes，第42頁。
45. ↑  Green & Stewart, M1 Abrams at War，第59頁。
46. 1 2 3  Jerchel and Schnellbacher, Leopard 2 Main Battle Tank 1979–1998，第28頁–第29頁。
47. 1 2 3  Lathrop & McDonald, M60 Main Battle Tank 1960–91，第28頁。
48. ↑  de Mazarrasa, Carro de Combate AMX-30E，第81頁。
49. ↑  Fuerza Terrestre, Leopard 2A4，第41頁。
50. ↑  Jerchel & Schnellbacher, Leopard 2 Main Battle Tank 1979–1998，第24頁。
51. ↑  de Mazarrasa, Carro de Combate AMX-30E，第80頁–第83頁，第103頁–第104頁。